# Ranikhet
Ranikhet es una ciudad y acantonamiento situada en el distrito de Almora,  en el estado de Uttarakhand (India). Su población es de 18886 habitantes (2011). 

## Demografía
Según el censo de 2011 la población de Ranikhet era de 18886 habitantes, de los cuales 11412 eran hombres y 7474 eran mujeres. Ranikhet tiene una tasa media de alfabetización del 95,21%, superior a la media estatal del 78,82%: la alfabetización masculina es del 97,79%, y la alfabetización femenina del 91,18%.